# جون سميث (مستكشف)
كان جون سميث (بالإنجليزية: John Smith) (عُمّد 6 يناير 1580 – توفي 21 يونيو 1631) جنديًا إنجليزيًا ومستكشفًا وحاكمًا استعماريًا وأدميرال نيو إنجلاند ومؤلفًا. لعب دورًا هامًا في تأسيس المستعمرة في جيمستاون، فيرجينيا، أول مستوطنة إنجليزية دائمة في أميركا في بدايات القرن السابع عشر. كان حاكمًا لمستعمرة فيرجينيا بين سبتمبر 1608 وأغسطس 1609، وقاد رحلة استكشافية على طول أنهار فيرجينيا وخليج تشيزبيك، أصبح من خلالها أول مستكشف إنجليزي يرسم خريطة خليج تشيزبيك. لاحقًا، استكشف ساحل نيو إنجلاند ورسم خريطته. حصل على لقب فارس لِما قدمه من خدمات إلى سيغموند باثوري، أمير ترانسلفانيا، وصديقه موسى زيكلي.
تأسست جيمستاون عام 1607، ودرّبَ سميث أوائل المستوطنين على الزراعة والعمل، وهكذا أُنقذت المستعمرة من الدمار الباكر. قال على الملأ، «من لا يعمل، لن يأكل» مشيرًا إلى الرسالة الثانية إلى أهل تسالونيكي 3:10. كادت المستعمرة تتدمر بسبب الطقس القاس ونقص الطعام والماء والبرية المحيطة ذات الطبيعة المستنقعية وهجمات الأمريكيين الأصليين. لكن، نجت جيمستاون بقيادة سميث وازدهرت في النهاية. أُجبر سميث على العودة إلى إنجلترا بعد أن تعرض للإصابة بسبب تفجير عرضي للبارود في زورق.
كانت كتب سميث وخرائطه ذات أهمية في تشجيع ودعم الاستعمار الإنجليزي للعالم الجديد. أطلق على المنطقة اسم نيو إنجلاند وأشار: «هنا، يمكن لكل رجل أن يكون سيد ومالك عمله وأرضه. ... إن لم يمتلك شيئًا سوى يداه، يمكنه... من خلال المثابرة والاجتهاد أن يصبح ثريًا بسرعة». توفي سميث في لندن عام 1631.

## في جيمستاون

شعار نبالة جون سميث

في عام 1606، انضم سميث إلى مشروع شركة فيرجينيا اللندنية لاستعمار فيرجينيا بهدف الربح، وكان الملك جيمس قد منح الامتياز أساسًا. أبحرت البعثة على متن سفينة ديسكفري، وسوزان كونستانت، وغودسبيد في 20 ديسمبر 1606.
خلال الرحلة، اتُهم سميث بالتمرد، واعتزم القائد كريستوفر نيوبورت (المسؤول عن السفن الثلاث) إعدامه. جرت هذه الأحداث حين توقفت البعثة في جزر الكناري لإعادة الإمداد بالماء والمؤون. كان سميث رهن الاعتقال لمعظم الرحلة. على أي حال، رست السفن في هنري كايب (رأس هنري) في 26 أبريل 1607 وفُتح سجل القرارات والتعليمات من شركة فرجينيا التي كان فيها تعيين سميث أحد قادة المستعمرة الجديدة، وهكذا أُنقذ من حبل المشنقة.
بحلول صيف عام 1607، كان المستعمرون يعيشون في سكنٍ مؤقت. انتهى البحث عن موقع ملائم في 14 مايو 1607 حين اختار القائد إدوارد ماريا وينغفيلد، رئيس المجلس، جيمستاون موقعًا للمستعمرة. بعد رحلة المحيط التي استغرقت أربعة أشهر، لم تعد مخازن طعامهم تكفي إلا ليأخذ كل شخص كوب أو اثنين من الحبوب الغذائية في اليوم، وكان يُتوفى أحدهم كل يوم تقريبًا بسبب البيئة المستنقعية وانتشار الأمراض. بحلول شهر سبتمبر، توفي أكثر من 60 شخص من أصل 104 أشخاص تركوا إنجلترا.
في بدايات يناير من عام 1608، وصل ما يقارب 100 مستوطن جديد مع القائد نيوبورت على متن سفُن بعثة المؤون الأولى، لكن أُضرمت النار في القرية بسبب الإهمال. ذلك الشتاء، تجمد نهر جيمس، وأُجبر المستوطنون على العيش في الأنقاض المحترقة. خلال هذا الوقت، أهدر نيوبورت وفريقه ثلاثة أشهر تقريبًا وهم في المرفأ يُحمّلون سفنهم ببيريت الحديد (الذهب المزيف). قلّت المؤون الغذائية، رغم إحضار الهنود لبعض الطعام، وكتب سميث: «توفي أكثر من نصفنا». أمضى سميث الصيف التالي يستكشف المجاري المائية لخليج تشيزبيك ويُعدّ خريطة كانت ذات قيمة كبيرة لمستكشفي فيرجينيا لأكثر من قرن.
في أكتوبر 1608، أحضر نيوبورت شحنة ثانية من المؤون بالإضافة إلى 70 مستوطن جديد، من بينهم أوائل النساء. جاء بعض الحرفيين الألمان والبولنديون والسلوفاكيون أيضًا، لكن لم يحضروا معهم أي مؤون غذائية. أحضر نيوبورت قائمة من الأوامر المزورة لشركة فيرجينيا التي أغضبت سميث كثيرًا. اقتضى أحد الأوامر تتويج القائد الهندي بوهاتان إمبراطورًا وإعطائه سريرًا فخمًا. أرادت الشركة أن يدفع سميث الزفت والقار والألواح المقطعة ورماد الصابون والزجاج مقابل رحلة نيوبورت.
بعد ذلك، حاول سميث الحصول على الطعام من الهنود المحليين، لكن تطلب الأمر تهديدهم بالقوة العسكرية من أجل الإذعان. اكتشف سميث وجود أشخاصٍ بين المستوطنين والهنود على حد سواء، يخططون لسلب حياته، وحُذر بشأن الخطة من قِبل بوكاهانتس. دعا إلى اجتماع وهدد من كان لا يعمل بقوله: «من لا يعمل لن يأكل». بعد ذلك، تحسن الوضع وعمل المستوطنون باجتهاد أكثر.

## وصلات خارجية
- جون سميث على موقع الموسوعة البريطانية (الإنجليزية)
- جون سميث على موقع إن إن دي بي (الإنجليزية)